# Gaius Fabricius Luscinus
Gaius Fabricius Luscinus (das Cognomen bedeutet „der Geblendete“), Sohn und Enkel eines Gaius, war ein Angehöriger der römischen plebejischen gens Fabricia, die ursprünglich vielleicht nicht aus Rom stammte. Als erster seiner Familie (homo novus) gelangte er in senatorische Ämter, vielleicht mit Unterstützung des patrizischen Geschlechts der Aemilier, und wurde zu einem der führenden Senatoren während der letzten Phase der Samnitenkriege und dem Krieg gegen Pyrrhos.
284 v. Chr. war Fabricius Luscinus einer der Gesandten, die Friedensverhandlungen mit Tarent führten. 282 v. Chr. wurde er zum ersten Mal zum Konsul gewählt (mit dem Kollegen Quintus Aemilius Papus) und kämpfte gegen die Samniten, Lukaner und Bruttier. Für seine Erfolge erhielt er einen Triumphzug. Insbesondere befreite er Thurii von den Samniten. Die Stadt errichtete ihm dafür in Rom eine Ehrenstatue.
Nachdem die Römer von Pyrrhos, dem König von Epirus, bei Herakleia geschlagen worden waren, war Luscinus 280/279 v. Chr. Führer der Gesandtschaft (außer ihm noch sein früherer Konsulatskollege Aemilius Papus und Publius Cornelius Dolabella), die mit dem König verhandelte. Er verweigerte die Friedensbedingungen des Pyrrhos und wohl auch das Lösegeld sowie den Austausch von Gefangenen. Plutarch berichtet, dass Pyrrhos so davon beeindruckt war, Fabricius nicht bestechen zu können, dass er die Gefangenen sogar ohne Lösegeld freiließ. Die Historizität dieser Gesandtschaft wird allerdings angezweifelt.
278 v. Chr. wurde Fabricius ein zweites Mal Konsul, wieder zusammen mit Aemilius Papus, und kämpfte erneut erfolgreich gegen die Samniten, Lukaner und Bruttier. Er besiegte auch das Heer von Tarent, nachdem sich Pyrrhos von Italien nach Sizilien zurückgezogen hatte, und erhielt einen zweiten Triumphzug. Im Jahr 275 v. Chr. wurde Fabricius zum Zensor gewählt; auch hier war Quintus Aemilius Papus sein Kollege. Als Zensor ging er gegen den Luxus in der römischen Oberschicht vor und verstieß den früheren Diktator und zweimaligen Konsul Publius Cornelius Rufinus wegen des Besitzes von Silbergeschirr, das zehn Pfund wog, aus dem Senat.
Auch aufgrund dieser legendären Handlung galt Fabricius Luscinus später als beispielhafter Vertreter altrömischer Tugenden; sein Leben, vor allem der Kampf gegen Pyrrhos, wurde in zahlreichen Anekdoten ausgeschmückt. So soll er auf die Kriegsbeute von den Samniten, deren Patronat er übernommen hatte, verzichtet und sie ihnen zurückgeschickt haben. Marcus Tullius Cicero nennt ihn in einer Aufzählung der großen Triumphatoren der Republik und führte ihn auch sonst oft als Exempel an. In augusteischer Zeit erhielt er eine Ehrenstatue auf dem Forum Romanum, deren Ehreninschrift (Elogium) teilweise erhalten ist. Fabricius Luscinus wurde ungewöhnlicherweise nicht außerhalb der Stadt, sondern innerhalb des Pomeriums bestattet.
Carl Weichselbaumer verarbeitete die Gestalt des Fabricius in seinem 1819 publizierten Drama Pyrrhus und Fabricius.